# Catedral del Corazón de Jesús (Sarajevo)
La Catedral del Corazón de Jesús (en croata: Katedrala Srca Isusova) en Sarajevo, comúnmente conocida como la catedral de Sarajevo es la catedral más grande de Bosnia y Herzegovina. Es la sede del arzobispo de la arquidiócesis de Sarajevo, actualmente el cardenal Vinko Puljic, y el centro del culto católico en la ciudad. La catedral está situada en el distrito de la Ciudad Vieja.
La Catedral del Corazón de Jesús fue construida en honor del Sagrado Corazón de Jesús, un concepto católico importante.